# 炒碼麵

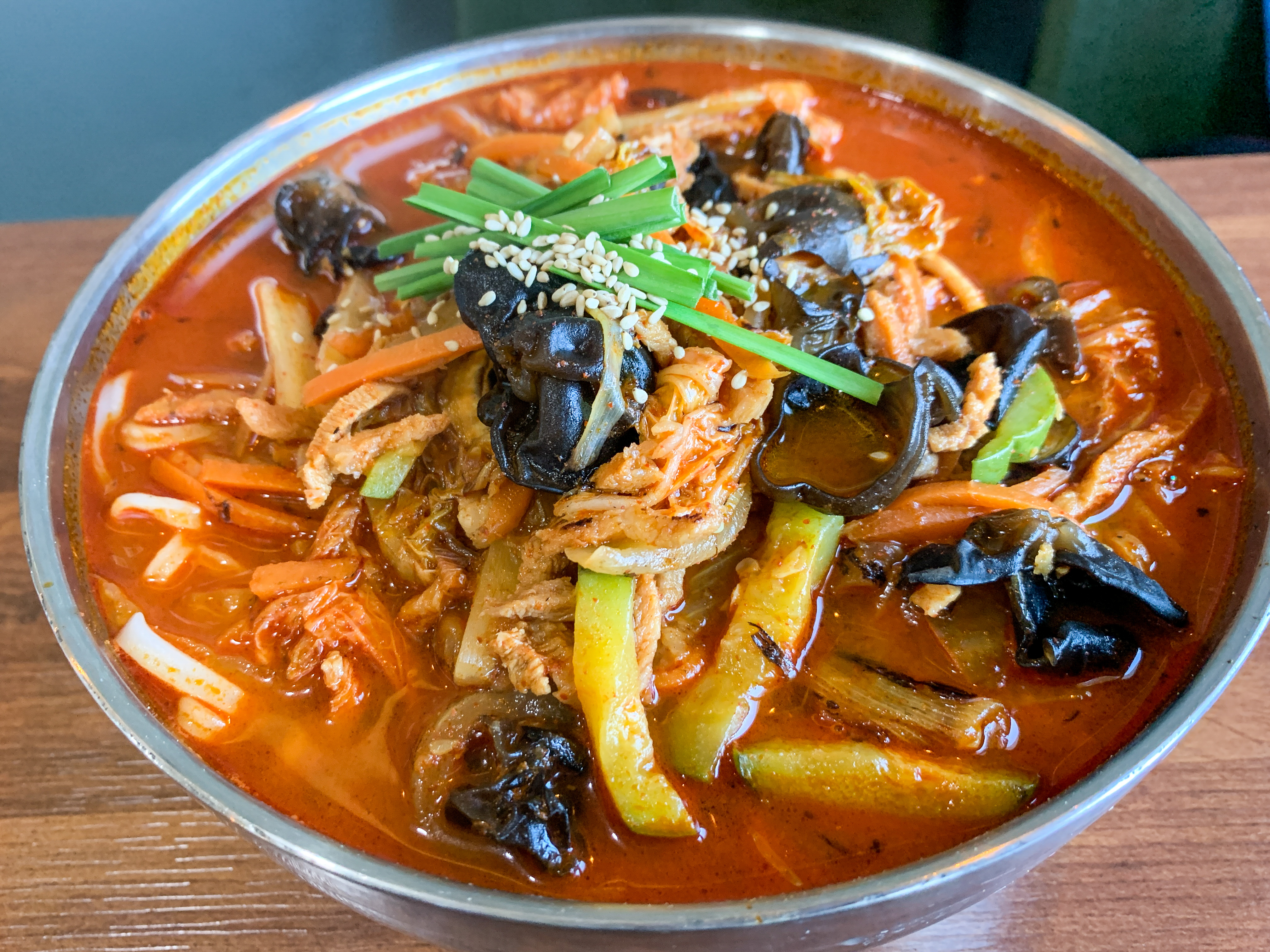
一碗韩式炒码麵

炒码麵是源自山東的一種湯麵，也流傳至韩式中餐，一般在韩国的中餐馆都可以吃得到。韓式做法主要添加洋葱、蒜、韩国栉瓜、胡萝卜、卷心菜、鱿鱼、淡菜、猪肉等佐料，且跟炸酱麵一样受到欢迎。汤头以猪骨熬煮，加入鲜红的辣椒粉，故味道辛辣；也有人直接将这种汤汁淋在白饭上食用。

## 名称来源
炒码面本是鲁菜，「碼」在山東話是「料」的同義詞，「炒碼」其實就是「炒什錦」，是將多種不同配料一起炒過做成的麵。
在韓語稱為 jjamppong，朝鮮日治時期的日本人见到其白色的汤头而以在日本流行的闽菜变种強棒麵命名，韩语中便直接音译之并保留至今。最初韩式炒码麵与强棒麵差别不大，但自1960年代起，韩式炒码麵中便大量加入辣椒粉和辣椒油，自此与强棒麵分道扬镳。

## 变种
某些炒码面里还会加入牡蛎以让汤头更浓郁，或是加入青阳辣椒以增加辣度，甚至有些店家会炒制无汤炒码面。炒码面在韩国流行至今数十载，故市面上亦贩售炒码面味的方便面、汉堡及膨化食品等。